# ヴィオニア

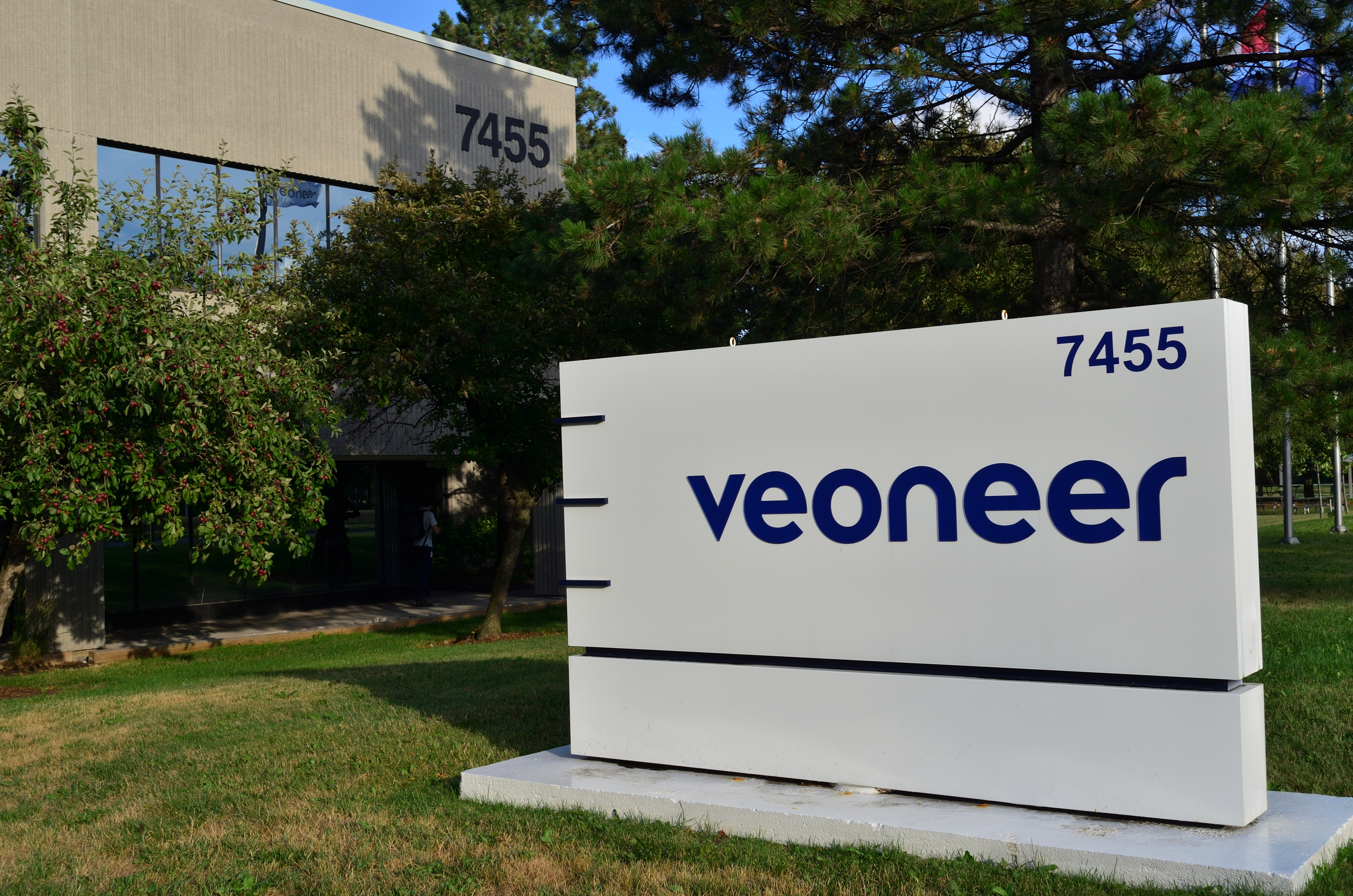
ヴィオニア（カナダ法人）

ヴィオニア（Veoneer）は、スウェーデン、ストックホルムに本社を置くアメリカ–スウェーデン系自動車技術供給会社である。米国ではデラウェア州で法人格を取得している。オートリブ社がエレクトロニクスおよび自動運転部門を2018年に分社化して誕生した。また、日本のブレーキ製造大手の日信工業とオートリブの合弁会社「オートリブ日信ブレーキシステム（Autoliv-Nissin Brake Systems）」の株式49%を引き継いで親会社となり、子会社名は「ヴィオニア日信ブレーキシステム」に改名された。この合弁事業は2020年に解消された。
2020年、ボルボとの合弁企業ゼヌイティを解消し、その2分の1を統合した。
ヴィオニアの製品は、レーダー、LIDAR、熱暗視カメラ、ビジョンシステム、先進運転支援および自動運転ソフトウェアである。また、夜間運転支援システム、衝突安全センサー、単眼およびステレオカメラ、エアバッグ制御ユニットおよびクラッシュセンサーも提供する。